# Najim Haddouchi
Najim Haddouchi (Tilburg, 9 juni 1997) is een Nederlands voetballer als middenvelder speelt.

## Carrière
Najim Haddouchi maakte zijn debuut in het betaald voetbal voor FC Den Bosch op 12 augustus 2016, in de met 2-1 gewonnen thuiswedstrijd tegen De Graafschap. Hij kwam na 77 minuten in het veld voor Luuk Brouwers. Dit was zijn enige wedstrijd: Tussen 2016 en 2018 speelde hij alleen wedstrijden voor Jong FC Den Bosch in de Derde divisie zondag. In 2018 vertrok hij naar RKC Waalwijk, waar hij vooral in het beloftenelftal speelt, maar wel enkele wedstrijden op de bank bij het eerste elftal zat. In 2019 ging hij naar het Belgische KVV Vosselaar in de Tweede klasse amateurs VFV B. Een jaar later ging hij naar KFC Dessel Sport.

### Statistieken
| Seizoen                       | Club           | Land           | Competitie     | Competitie | Competitie | Beker | Beker | Totaal | Totaal |
| Seizoen                       | Club           | Land           | Competitie     | Wed.       | Dlp.       | Wed.  | Dlp.  | Wed.   | Dlp.   |
| ----------------------------- | -------------- | -------------- | -------------- | ---------- | ---------- | ----- | ----- | ------ | ------ |
| 2016/17                       | FC Den Bosch   | Nederland      | Eerste divisie | 1          | 0          | 0     | 0     | 1      | 0      |
| 2017/18                       | FC Den Bosch   | Nederland      | Eerste divisie | 0          | 0          | 0     | 0     | 0      | 0      |
| 2018/19                       | RKC Waalwijk   | Nederland      | Eerste divisie | 0          | 0          | 0     | 0     | 0      | 0      |
| Carrièretotaal                | Carrièretotaal | Carrièretotaal | Carrièretotaal | 1          | 0          | 0     | 0     | 1      | 0      |
| Bijgewerkt op 7 februari 2019 |                |                |                |            |            |       |       |        |        |